# Tin Zaouatine
Tin Zaouatine (též Tinzouatine, arabsky: تين زاوتين) je město na samém jihu Alžírska, při hranici s Mali (kde na něj navazuje město Tinzaouaten), v provincii In Guezzam (do roku 2019 v provincii Tamanrasset). V roce 2008 zde žilo přibližně 4 157 obyvatel.
Velká část obyvatel jsou Tuaregové. Gramotnost ve městě dosahuje 47,2%.

## Geografie
Tin Zaouatine leží v nadmořské výšce 630 m n. m., uprostřed Saharské pouště, v severozápadní části pohoří Adrar des Ifoghas. Nejjižnější bod Alžírska je vzdálen cca. 130 kilometrů. Tin Zaouatine není zcela nejjižnějším sídlem Alžírska, jižněji se nachází provinční město In Guezzam.
Panuje zde teplé aridní podnebí. Teplota dosahuje až 45 °C. Příliš zde neprší, ale v srpnu a září přicházejí občasné srážky v rámci západoafrického monzunu.

## Vesnice
Území Tin Zaouatine se skládá ze samotného města Tin Zaouatine a těchto vesnic:
- Hassi In Tafouk
- Oued Tassamak
- Taouandart